# Ojajaje aneb Královna ostrovů
Ojajaje aneb Královna ostrovů (ve francouzském originále Oyayaye ou la Reine des Îles) je krátké hudebně-dramatické dílo – autoři je žánrově označili jako „hudební kanibaliádu“ (antropophagie musicale), moderní vydavatel jako opéra bouffe, jiná literatura je označuje za operetu nebo burlesku – o jednom dějství francouzského skladatele Jacquese Offenbacha na libreto Julese Moinauxe z roku 1855. Premiéra se konala 26. června 1855 v pařížském divadle Folies-Nouvelles Offenbachova kolegy a konkurenta Hervého (vl. jm. Florimonda Rongera), který hrál i titulní roli.

## Vznik, charakteristika a historie
Tato drobná Offenbachova práce byla – po uvedení opéry comique Pépito v Théâtre des Variétés v říjnu 1853, jež musela být po několika reprízách na nátlak Opéry-Comique stažena – prvním skladatelovým hudebně dramatickým dílem uvedeným na profesionální scéně. Okolnosti jejího vzniku nejsou zcela jasné. Libretistou byl Jules Moinaux, který spolupracoval s Offenbachem již jako autor textu Pépita; na rozdíl od umírněné romantické komiky Pépita je však Ojajaje příkladem hudební grotesky mající kořeny v prostředí pařížského café-concert. To platí i o divadle, kterému byla určena: Folies-Nouvelles (zpočátku Folies-Concertantes) otevřel 3. února 1854 skladatel a herec Hervé a uváděl v něm především vlastní díla vyznačující se specifickým bizarním humorem. V některých případech však otevřel své divadlo i jiným skladatelům, jako byli Léo Delibes (Za dva krejcary uhlí aneb Bigorneauova sebevražda) nebo právě Offenbach s Ojajaje.

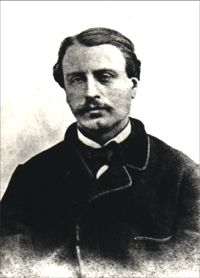
Hervé (Florimond Ronger), skladatel a první představitel královny Ojajaje

Nejednalo se přitom o jednostrannou úsluhu: Offenbach přizval v dubnu roku 1855 Hervého na svůj každoroční koncert, který pořádal v pronajatém koncertním sále zvaném Salle Herz a kde v předchozích letech poprvé provedl své drobné opery Mathurinův poklad a Luc a Lucette. V roce 1855 zde Offenbach předvedl svou dramatickou kantátu Le Décaméron ou la Grotte d'Azur na text Josepha Méryho a Hervé zde odehrál své do to doby nejpopulárnější dílo, hudební scénku pro dva herce Potrhlý skladatel (Le Compositeur toqué), která mu dala doživotní přezdívku. Hervému v ní asistoval známý komik z jeho divadla Joseph Kelm a právě Hervé a Kelm brzy poté hráli protagonisty Offenbachova nového díla.
Ojajaje, celým původním názvem Ksmrtivrz a Ojajaje aneb Kontrabas a lidojedství (Râcle-à-mort et Oyayaye ou Contrebasse et Anthropophagie), je spíše krátký hudební skeč než jednoaktová opéra comique či opereta. Obsahuje jen pět hudebních čísel velmi různorodého charakteru (lamento trosečníka, účet pradleny, horácká píseň, divošská píseň a mirlitonová polka), z nichž přinejmenším mirlitonovou polku napsal Offenbach již dříve jako salonní zábavný kus. Hlavní hrdina může být skladatelovým humorným portrétem, jen Offenbachovo violoncello nahradil kvůli komičtějšímu účinku kontrabas. Libreto ani hudba nebyly vydány, zachovaly se jen libreto předložené cenzuře a rukopis hudebních čísel; vzhledem k improvizačnímu charakteru Hervého divadla lze u jevištního ztvárnění předpokládat nemalé odchylky.
Premiéra díla se konala 26. června 1855 a tato groteska měla nemalý úspěch, hrála se ve Folies-Nouvelles až do dalšího roku, než je musel Hervé opustit. Literatura někdy uvádí úspěch této hříčky jako jeden z popudů pro Offenbacha, aby založil vlastní divadlo. Offenbach však získal licenci pro své divadlo Bouffes-Parisiens již 4. června a otevřel je 5. července, úspěch Královny ostrovů tedy neměl na skladatelovy vlastní plány vliv. Naopak, jeho dílo pro Folies-Nouvelles tak vstupovalo do přímé konkurence s jeho divadlem, což pro něj nebylo výhodné. Offenbachův životopisec Jean-Claude Yon vyslovuje domněnku, že se jednalo o starší projekt a že byl Hervého divadlem pozdržen a nasazen těsně před otevřením Offenbachova podniku z konkurenčních důvodů.
Jevištní život Ojajaje aneb Královny ostrovů zůstal omezen na Folies-Nouvelles, ale k lidojedské tematice se Offenbach později vrátil v operetě Večerní vítr aneb Strašlivá hostina (Vent-du-Soir ou l'Horrible Festin, 1857).
Provozovací edici této hudební grotesky připravil Jean-Christophe Keck. Divadelní společnost Lyric and co ji inscenovala roku 2019 v Calais a Saint-Omeru.

## Osoby a první obsazení

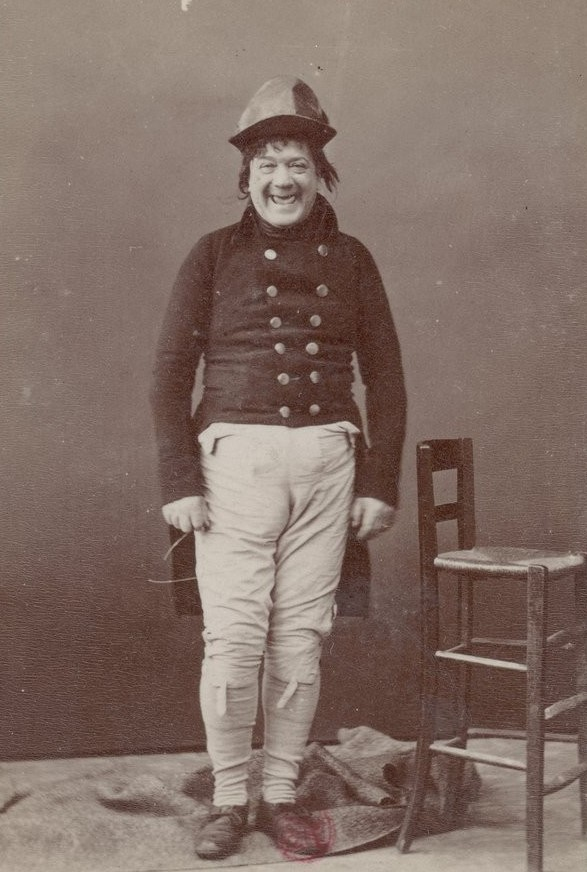
Komis Joseph Kelm, první představitel Ksmrtivrza v Ojajaji aneb Královně ostrovů

| osoba                    | hlasový obor | premiéra (26.6.1855)                           |
| ------------------------ | ------------ | ---------------------------------------------- |
| Ksmrtivrz (Râcle-à-mort) | tenor        | Joseph Kelm (vl. jm. Joseph Kahemm)            |
| Ojajaje (Oyayaye)        | baryton      | Hervé (vl. jm. Louis-Auguste-Florimond Ronger) |
| Divošky (tanečnice)      |              |                                                |

## Děj opery
(Divoká příroda na břehu ostrova) Pod stromem sedí trosečník Ksmrtivrz a dokončuje opravu svého kontrabasu; zbývá už jen kalafunou namazat smyčec. Dozvídáme se, že Ksmrtivrz ztroskotal na ostrově lidožroutů a stále mu hrozí sežrání (kuplety Pauvre musicien, quel sort sera mien). Býval členem orchestru v Ambigu-Comique, ale kapelník ho vyhodil, když Ksmrtivrz usnul v průběhu představení a kontrabasové sólo prochrápal. Vydal se tedy na cestu do zámoří, loď se potopila a on na své base doplaval až k ostrovu, kde narazil na lidojedy vedené královnou Ojajaje. A tu musí stále něčím bavit, jinak se stane její potravou.
A už je tu královna se svými družkami. Ať ji trosečník rozveselí, jinak následuje „kvík“ a „ham“. Hudbu královna nechce, zato sní muzikantovi kalafunu a zahloubá se do papíru, v němž ji měl zabalenu. Je to účet od pradleny paní Durandové, ale basista královně namluví, že je to lyrická báseň, a Ojajaje ji s citem přednáší (recitativ a romance Doit Monsieur Râcle-à-mort… Six paires de chausettes). Ale to královnu nezabaví na dlouho, vrhá se lačně na hudebníka, až ten na útěku klopýtne a skončí ve své base. To se královně líbí, směje se a tleská, a Ksmrtivrz se ji snaží udržet při dobré náladě svou pastorální písní, byť mu její slova vypadávají z paměti („horácká“ píseň Lisbeth, ô bergère chérie).
Sotva dozpívá, vidí, že má namále. Královna si dává přinést kuchařské potřeby a se svými družkami si brousí na nebohého basistu zuby. Tancují a královna zpívá divošskou píseň (Rie, mir, voul, zouf nec croc). V poslední chvíli se Ksmrtivrz zachrání tím, že zapíská refrén této písně na jeden z mirlitonů, které si vyrobil. Nadšeným divoškám rozdá ostatní a společně hrají „mirlitonovou polku“. Přitom se nepozorovaně vytratí, a když si Ojajaje všimne, že jí večeře zmizela, už je Ksmrtivrz vidět až na obzoru, jak na svém kontrabasu pádluje daleko od nebezpečného ostrova.